# Polythene Pam
 Polythene Pam (englisch sinngemäß für: Kunststoff-Pam) ist ein Lied der britischen Band The Beatles, das 1969 auf ihrem elften Studioalbum Abbey Road veröffentlicht wurde. Komponiert wurde es von John Lennon und Paul McCartney und unter der Autorenangabe Lennon/McCartney veröffentlicht.

## Hintergrund
Polythene Pam basiert hauptsächlich auf den musikalischen Ideen von John Lennon.
Mitte Februar 1968 reisten die Beatles mit ihren Frauen nach Rishikesh (Indien), wo ein mehrwöchiger Meditationskurs des Maharishi Mahesh Yogi stattfand. Ringo Starr kehrte bereits Anfang März nach England zurück, Paul McCartney folgte drei Wochen später. John Lennon und George Harrison verließen Indien erst Mitte April. Während des Indienaufenthalts schrieben die Beatles die Mehrzahl der Lieder für ihr neues Album, so war Polythene Pam eines der Lieder, die Lennon in Indien schrieb. Polythene Pam gehört zu den Esher Demos, die Ende Mai 1968 im Haus von George Harrison aufgenommen wurden. Das Lied wurde aber nicht für das Album The Beatles aufgenommen.
Wie Polythene Pam wurden auch folgende Esher Demos nicht für das Album The Beatles verwendet:
- Circles
- Child of Nature
- Junk
- Mean Mr. Mustard
- Sour Milk Sea
- Not Guilty
- What’s the New Mary Jane

Polythene Pam wurde im Januar 1969 während der Get Back / Let It Be-Session geprobt.
Polythene Pam wurde durch zwei Frauen inspiriert, die erste war Pat Hodgett, ein Fan aus Zeiten von Beatles-Auftritten im Cavern Club, die Polythene Pat genannt wurde, weil sie Kunststoff aß.
Die zweite Frau war Stephanie, die Freundin des englischen Beatpoeten Royston Ellis, für den die Beatles im Juni 1960 als Backing Band in Liverpool aufgetreten waren. Die Band blieb einige Jahre mit Ellis befreundet, und im August 1963 hatte John Lennon eine Begegnung mit Ellis und seiner Freundin Stephanie, die sich mit Kunststoff eingekleidet hatte.
John Lennon sagte dazu: „In Polythene Pam erinnere ich mich an ein Erlebnis, das ich auf Jersey hatte mit einer Frau und einem Mann, der Englands Antwort auf Allen Ginsberg war. Ich habe ihn auf Tour getroffen und er nahm mich mit zu seiner Wohnung und ich hatte ein Mädchen und er hatte eins, das ich treffen sollte. Er sagte, sie trug Kleidung aus Plastik, was sie wirklich tat. Sie trug keine Schaftstiefel und keinen Kilt [‚jack boots and kilts‘ – aus dem Liedtext], das habe ich nur so weitergesponnen. Perverse Sexspielchen in einer Plastiktüte. Ich war einfach auf der Suche nach einem Thema für einen Song.“
Der Text des Liedes Polythene Pam wurde von John Lennon mit Liverpooler Dialekt gesungen.
Bei der Fertigstellung des Albums Abbey Road wurde beim Finale Her Majesty, das sich zwischen Mean Mr. Mustard und Polythene Pam befand, herausgeschnitten, sodass die beiden Lieder in der endgültigen Fassung aufeinander folgen.

## Aufnahme
Polythene Pam wurde am 25. Juli 1969 im Studio 3 der Londoner Abbey Road Studios mit dem Produzenten George Martin aufgenommen. Geoff Emerick und Phil McDonald waren die Toningenieure der Aufnahmen. Die Beatles nahmen 39 Takes auf. Polythene Pam wurde als Einheit mit dem Titel She Came In Through the Bathroom Window eingespielt.
In einer zwölfstündigen Aufnahmesession zwischen 14:30 und 2:30 Uhr (morgens) wurden neben Polythene Pam / She Came In Through the Bathroom Window noch Overdubs für Mean Mr. Mustard / Sun King und Come Together eingespielt. Am 28. und 30. Juli wurden Overdubs auf den Take 39 von Polythene Pam aufgenommen.
Am 14. August erfolgte die Stereoabmischung der Lieder Polythene Pam / She Came In Through the Bathroom Window.
Besetzung:
- John Lennon: Akustikgitarre, Gesang, Hintergrundgesang
- Paul McCartney: Bass, Gesang, Hintergrundgesang
- George Harrison: Leadgitarre
- Ringo Starr: Schlagzeug, Tamburin, Maracas, Perkussion

## Veröffentlichungen
- Am 26. September 1969 erschien in Deutschland das 15. Beatles-Album Abbey Road, auf dem Polythene Pam enthalten ist. In Großbritannien wurde das Album ebenfalls am 26. September veröffentlicht, dort war es das zwölfte Beatles-Album. In den USA erschien das Album fünf Tage später, am 1. Oktober, dort war es das 18. Album der Beatles.
- Am 25. Oktober 1996 wurde das Kompilationsalbum Anthology 3 veröffentlicht, auf dem sich die Demoversion aus dem Jahr 1968 befindet.
- Am 9. November 2018 erschien die 50-jährige Jubiläumsausgabe des Albums The Beatles (Super Deluxe Box), auf dieser befindet sich eine neu abgemischte Demoversion.
- Am 27. September 2019 erschien die 50-jährige Jubiläumsausgabe des Albums Abbey Road (Super Deluxe Box), auf dieser befindet sich eine bisher unveröffentlichte Version (Take 27) von Polythene Pam.

## Coverversionen (Auswahl)
- Peter Frampton & Bee Gees – Sgt. Pepper’s Lonely Hearts Club Band (Soundtrack)[3]
- Roy Wood – All This And World War II[4]
- Rock4 – Abbey Road[5]